# محمدرضا نکونام
محمّدرضا نکونام (۱۳۲۷ – ۱۷ مرداد ۱۴۰۳) مرجع تقلید شیعه، مدرس عرفان نظری، اقتصاد اسلامی و دوره خارج فقه و فلسفه اسلامی در حوزه علمیه قم بود.

## زندگی
محمّدرضا نکونام زادهٔ ۲۰ دیِ ۱۳۲۷ در گلپایگان فرزندِ محمّدباقر اهل و ساکن شهرری بود. وی دروس حوزه را در تهران شروع کرد و تا قسمتی از خارج خواند. سپس در قم به درس خارج محمدرضا گلپایگانی، میرزا هاشم آملی، مرتضی حائری، حاضر شد.

### فعالیت‌ها
تدریس دروس عالی حوزوی و تألیف کتاب از فعالیت‌های علمی اوست. وی همچنین از مبارزان علیه حکومت پهلوی بوده است. وی خود در مصاحبه با سایت خبری آران مغان اظهار داشته است که از ۱۴ سالگی با سیّد روح‌الله خمینی آشنا شده و برای تبلیغ قبل از انقلاب به شهرهایی از ایران رفته و به‌خصوص در شهر کرمان در برانگیزی بعضی حرکات انقلابی نقش داشته است. همچنین در اظهاراتش آورده که بارها توسط ساواک بازداشت شده و اوایل انقلاب مدتی اداره کیش و سپس بندر امام خمینی (بندر شاهپور سابق) را به عهده گرفته است.

## بازداشت و محکومیت توسط دادگاه روحانیت
وی در تاریخ ۱۱ دی ۱۳۹۳ به دلایل نامعلومی، در پی هجوم مأموران امنیتی، بازداشت شد و در ۲۵ اسفند ۱۳۹۳ آزاد شد که به دلیل وخامت وضعیت جسمی به بیمارستان منتقل شد. سازمان پزشکی قانونی بارها اعلام کرد که او تحمل سپری کردن حبس را ندارد.
نکونام توسط دادگاه ویژه روحانیت قم به ۵ سال حبس تعزیری، شلاق و خلع لباس، محکوم شد.
وی که از چند بیماری، رنج می‌برد، در زندان (ساحلی) قم، نگهداری می‌شود. او در سال ۹۳ در پی سخنان انتقاد آمیزش، با شکایت چند طلبه، بازداشت و در دادگاه ویژه روحانیت به پنج سال حبس، محکوم شد.
رسانه‌ها علت بازداشت وی را انتقاد او از مکارم شیرازی دربارهٔ موضوع اینترنت پرسرعت تحلیل کرده‌اند و گفته شده دو روز پس از آنکه مکارم شیرازی علت بازداشت وی را با موضوع فوق رد کرده نکونام آزاد شده است.
وی پس از انتشار مطلبی در روزنامه قانون دوباره بازداشت شد و از اول دی ۱۳۹۵ به خاطر اعتراض به «بی‌عدالتی‌های دادگاه ویژه روحانیت، فشار برای پذیرش شروط غیرشرعی و غیرقانونی آن‌ها برای آزادی و محرومیت از پزشک و درمان بیماری‌هایش» اعتصاب کرد که منجر به وخامت حال وی شده است.
نکونام در اعتراض به وضعیت بد خود در زندان، اعتصاب غذا کرد. وی در زندان، یک بار نیز دچار سکته مغزی شد.
از زمان بازداشت وی سایت شخصی او نیز که به انتشار نظرات و عقایدش می‌پرداخت در ایران فیلتر شد و سایت دیگری به نام او و همچنین سایت نشر آثار و افکار او ایجاد گردیده است. همچنین شماری از شاگردانش در اعتراض به بازداشت وی، در جلو دفتر سید علی خامنه‌ای تحصن کردند.

### جلوگیری از مرجعیت
دادگاه ویژه روحانیت قم از انتشار رساله فقهی محمد رضا نکونام در ایران جلوگیری کرده و همه نسخه‌هایش را جمع‌آوری کرد.

## دیدگاه‌ها
وی در مصاحبه‌ای در مورد امر به معروف و نهی از منکر گفته است:
در جامعه اسلامی اصلاً نباید کار به جایی برسد که دولت امر به معروف کند، اگر به این نقطه برسیم مغلوب شده‌ایم. اگر مردم این کار را نکردند، یا مردم نخواستند، ما آنجا مغلوب شده‌ایم دخالت دولت کار را درست نمی‌کند. دیگر امر به معروف نیست، بلکه اجبار و زور است.
وی مطرح‌کننده طرح «پایان جنگ در جهان» است و عامل خشونت‌های امروز جهان را دیکتاتوری عملی سران استکبار، عدم تخصص و صداقت دولتمردان و مذهب‌های جعلی می‌داند. وی عقیده دارد بشر برای جلوگیری از خشونت راهی جز تصویب ممنوعیت جنگ در مجامع جهانی و روی آوردن به میز گفت و گو ندارد.

## درگذشت
نکونام هجدهم تیر ۱۴۰۳ به دلیل شکستگی پا در بیمارستان آیت‌الله گلپایگانی قم بستری و پس از جراحی دچار آمبولی ریه شد. او برای درمان به تهران منتقل شد ولی هفدهم مرداد ۱۴۰۳ به دلیل ایست قلبی درگذشت.